# 东海大楼
31°13′19″N 121°28′44″E / 31.22194°N 121.47889°E
东海大楼，位于上海市黄浦区南京东路353号，原名大陆商场、慈淑大楼、南东商场等。东海大楼由总行位于天津的大陆银行于1930年向上海地产大亨哈同租入地皮并兴建，该大楼由中国籍建筑师庄俊设计，公记、申兴泰、褚伦记等营造厂分期施工完成。建筑于1931年动工，翌年完成，1934年加建一层。所以该楼也是中国建筑师设计的最早的一批现代化商厦之一。1994年，该建筑入选第二批上海市优秀历史建筑。目前，东海大楼为悅荟 Mosaic 广场。

## 历史传承

### 大楼兴建前
东海大楼所占地产，在1902年以前为英国人阿达姆森所有。1902年，沪上著名犹太地产商哈同出资14.5万两白银从其手中购入。当时这块土地上主要有东仁里和西仁里两条老式石库门弄堂。弄堂由一条小道分隔，该路本名佛陀街。街旁另有一些饭店，包括老字号的老正兴饭馆，故又称「饭店弄」。哈同购入该处以后，对原有租客和商铺提高租金，同时与其他希望在南京路上建屋开店的人士接洽。1930年10月，大陆银行与哈同洋行达成协议，以年租20万两白银的价格租入该处地皮，租期32年。到1962年租期届满时，土地和大楼一并交还哈同洋行。协议签订后，哈同随即开始进行动迁原有住屋和商铺，并借口原有房屋为危房，因此用最少的价格迅速完成动迁工作。在此期间，大陆银行聘请留美归来的建筑师庄俊负责大楼的设计。1931年，大楼开始动工，1932年，大楼竣工开业，并命名为大陆商场。
大楼落成后，底层、二层和三层的部分面积出租给中国国货公司，专营国产商品。1932年2月1日，沪上著名媒体申报馆在大陆商场的三层创办申报流通图书馆。申报社社长史量才遇害后，图书馆更名为量才流通图书馆。此外，中国建筑师学会和上海市建筑协会也都设置在这座大楼内。1934年，大楼加建一层。1937年，淞沪会战开始后，位于沪西地区的圣约翰大学因临近战区，因此由宋子文出面，租用大陆商场的部分楼面借与圣约翰作为临时学生宿舍。1940年，之江大学奉国民政府令内迁，但因各种原因部分师生迁入上海租界内，其中著名建筑师陈植便在大陆商场内组建之江大学建筑系。
1938年，由于战争原因，大陆银行的业务受到极大影响，而其商场所收的租金也无法偿还哈同洋行的高额租金，于是由哈同遗孀罗迦陵出资77万元加上地租和利息，向大陆银行回购大陆商场大楼，同时将该大楼更名为慈淑大楼。1956年7月，慈淑大楼由上海市房地产局接管，更名为东海大楼。之后上海市工商行政管理局、上海市供销社和新华书店纷纷迁入大楼。新华书店南京东路店迁入以后，上海市民习惯性的将东海大楼称之为南东大楼。1995年9月，该楼进行部分改建后，以东海商都为名的商场开业。1999年12月，东海商都划归友谊集团，因此也改名为友谊欧洲商城。2001年9月，正式更名为友谊百货。2002年3月，大楼再度转手租赁给韩国企业，名为日向百货。2003年8月，大楼又转手给上海华通机电集团，名为笆赛尔珠宝中心。2008年10月，东海大楼经过外观恢复和内部改建等工程后，以353广场的名义重新开门迎客。2014年，更名为悅荟 Mosaic 广场。

## 建筑风格
东海大楼处于南京东路、九江路、山东中路和新街围起的方形土地，占地约为9亩，建筑总面积32223平方米。大楼中部底层曾保留1900年代的佛陀街，并加以拓宽，改建成为中央天井，增加内部的采光度，同时也方便疏导南京路上密集的人流。大楼最初完工时，面临南京路一侧为7层，1934年，再加盖一层顶楼。大楼西侧则为六层，东南侧九江路上的楼宇为五层。而东北转角则在房屋顶部再增设三层塔楼，因此整个建筑由东北向东南逆时针呈梯状向下。大楼外观以竖线条为主，为钢筋混凝土构造，风格为当时全球流行的ArtDeco装饰艺术风格。2008年，大楼业主邀请伍兹贝格建筑设计公司重新改造，恢复了建筑内部原有的装饰艺术的细节处理。
由于建筑中部的特殊设计，因此大楼呈现周边式布局与南京路上的其他百货公司有所不同。这种布局，使得顾客从底层、夹层一路到二楼时的行进线路确保经过每个柜台。建筑内部第一层至第四层均为营业的商场结构。五层至六层主要为出租的写字楼。